# Chiba Institute of Technology

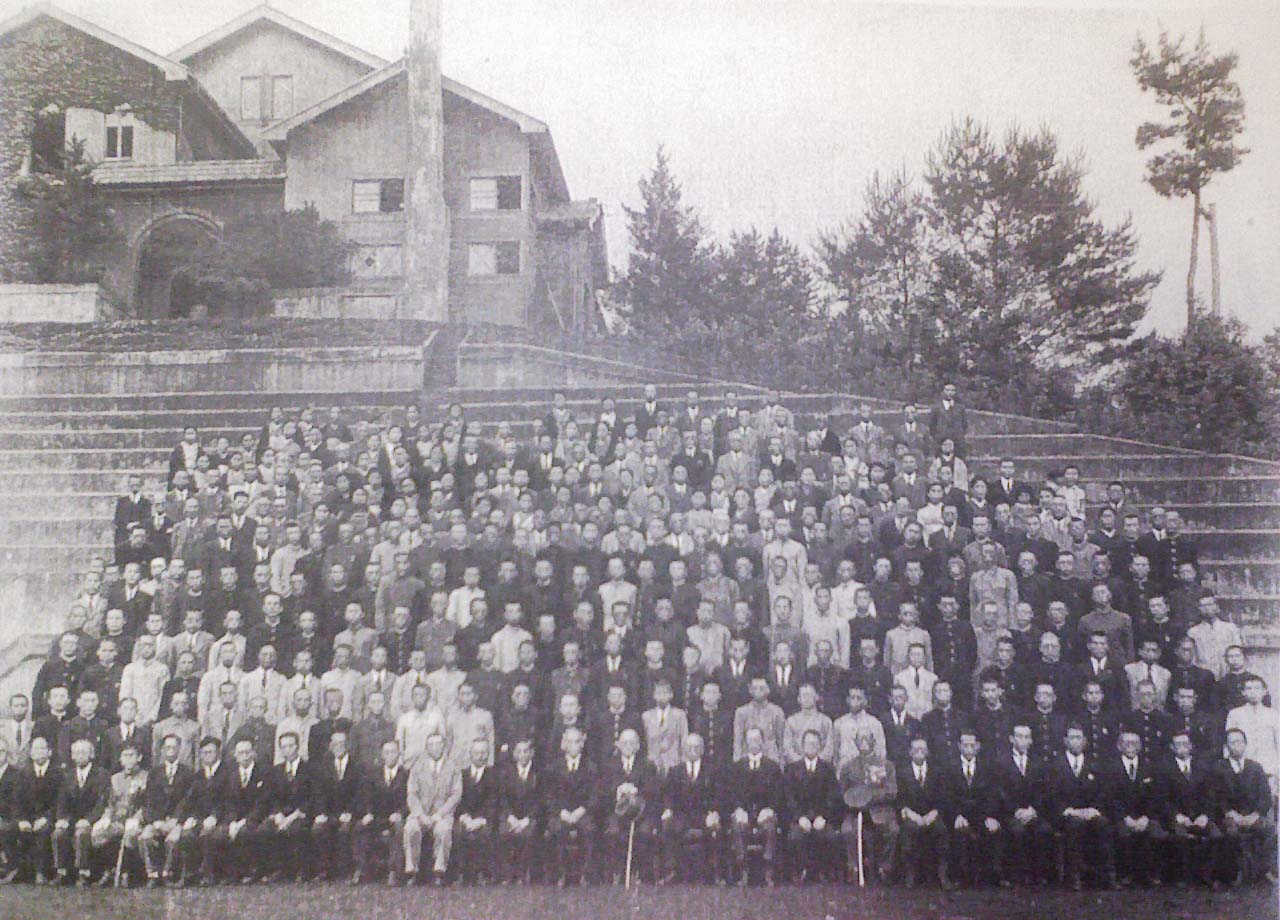
Foto di gruppo degli studenti nel primo periodo,Machida,Tokyo (1942.6.8)

Il Chiba Institute of Technology (千葉工業大学?, Chiba Kōgyō Daigaku), spesso abbreviato in Chiba Kōdai (千葉工大?), Kōdai (工大?) e CIT è un istituto d'istruzione superiore specializzato nello studio della tecnologia.

## Storia
Fu fondato nel 1942 a Tokyo, con il nome di Kōa Institute of Technology (興亜工業大学?, Kōa Kōgyō Daigaku?).

## Campus
L'istituto comprende tre campus, di cui quello principale di Narashino è sito nella zona della città di Chiba, nella Prefettura di Chiba.